# عبد العزيز خيري
عبد العزيز خيري (مواليد 18 يونيو 1997) هو لاعب كرة يد يلعب في النادي الأهلي والمنتخب السعودي. مثَّل المملكة العربية السعودية في بطولة العالم لكرة اليد للرجال 2019 .